# 박강일
박강일(2002년 3월 2일 ~ )는 대한민국의 축구 선수로, 포지션은 수비수이다.